# 沙克斯
沙克斯（英語：Shax），是所羅門七十二柱魔神中排第44位的魔神。支配三十支軍團的候爵。別名「恰克斯」（Chax）、「夏克斯」（Shass）、「沙恣」（Shaz）、「史寇克司」（Scox）等。称号“伟大候爵”，其形象是一只黑鳩或烏鴉，说话声细小而沙哑。擁有剥奪他人視力與聽覺等的能力，也能盗窃王室的宝物。